# Przezierka szklarka
Przezierka szklarka (Paratalanta hyanalis) – gatunek motyla nocnego z rodziny wachlarzykowatych (Crambidae).
Występuje w Europie, Azji i północnej Afryce. W Polsce jest nieliczny, rozpowszechniony głównie na południu kraju.
Rozpiętość skrzydeł wynosi 28–32 mm. Motyl lata od końca czerwca do początku sierpnia. Prowadzi nocny tryb życia. Gąsienica żeruje najczęściej na chabrze drakiewniku (Centaurea scabiosa) i pokrzywie (Urtica dioica).